# Malmö metallvarufabrik
Malmö metallvarufabrik AB var en svensk tillverkare av elektrisk belysningsarmatur mellan 1916 och 1970. Företaget hade huvudkontor och fabriksfastigheter på Kalendegatan 10 och senare på nya Vattenverksvägen 2 B i Malmö.

## Historia
Malmö metallvarufabrik var från början specialiserade på halvwatt- och skeppsbelysning. Företaget tillverkade belysningsarmatur av smidesjärn och sedermera även av metallgjutgods. Sortimentet innehöll takarmatur, bordsarmatur, golvarmatur, väggarmatur, teknisk armatur för kontor och verkstäder, kristallkronor och en del specialarmatur som ljusskyltar och annan exteriör belysning. Mot slutet av 1930-talet tillverkades bland annat gjutna bronsarmaturer med konstnärlig utformning avsedda för hemmamarknaden.
Företaget tillverkade även lampskärmar i en egen ateljé.
Malmö metallvarufabrik var medlem i Seaf, Svenska elektriska armaturfabrikantföreningen, och Sveriges elektroindustriförening.

## Patent
Företaget hade patentskydd på en konstruktion benämnd ”belysningsanordning vid sjukhus och dylikt” (I Liljeqvist, 1927).